# Rund um den Henninger-Turm 1976
Il Rund um den Henninger-Turm 1976, quindicesima edizione della corsa, si svolse il 1º maggio su un percorso di 228 km, con partenza e arrivo a Francoforte sul Meno. Fu vinto dal belga Freddy Maertens della squadra Flandria-Velda-W-VL Vleesbedrijf davanti ai connazionali Frans Verbeeck e Roger De Vlaeminck.

## Ordine d'arrivo (Top 10)
| Pos. | Corridore          | Squadra                          | Tempo    |
| ---- | ------------------ | -------------------------------- | -------- |
| 1    | Freddy Maertens    | Flandria-Velda-W-VL Vleesbedrijf | 6h04'02" |
| 2    | Frans Verbeeck     | Ijsboerke-Colnago                | s.t.     |
| 3    | Roger De Vlaeminck | Brooklyn                         | s.t.     |
| 4    | Walter Godefroot   | Ijsboerke-Colnago                | s.t.     |
| 5    | Walter Planckaert  | Maes Pils-Rokado                 | s.t.     |
| 6    | Rik Van Linden     | Bianchi-Campagnolo               | s.t.     |
| 7    | Eddy Merckx        | Molteni-Campagnolo               | s.t.     |
| 8    | Willem Peeters     | Ijsboerke-Colnago                | s.t.     |
| 9    | Frans Van Looy     | Molteni-Campagnolo               | s.t.     |
| 10   | Mariano Martínez   | Lejeune-BP                       | s.t.     |